# Бражник ореховый
Бражник ореховый (лат. Phyllosphingia dissimilis) — бабочка из семейства бражников (Sphingidae).

## Описание
Размах крыльев 93—130 мм. Крылья тёмные, коричневые; треугольное пятно в середине переднего края и внешняя часть передних крыльев темнее. Внешний край крыльев заметно, а иногда сильно, волнистый.

## Ареал и места обитания
Распространение: Россия: Еврейская АО, юг Хабаровского края на север до бассейна реки Анюй и пос. Лидога, Приморский край; Китай (восток Маньчжурии, Восточный, Центральный и частично Южный Китай, юго-восток Внутренней Монголии; Тайвань), Корея, Япония (Хоккайдо, Хонсю, Сикоку, Кюсю, Цусима). На юге ареала смешивается с близким видом Phyllosphingia perundulans Swinhoe, 1897, который встречается на юге (возможно, только на юго-западе) Китая, севере Индокитая, Восточных Гималаях.
Вид встречается в широколиственных лесах, на их опушках. На юге Дальнего Востока России — обычный вид, встречающийся почти повсеместно.

## Биология
Бабочки активны после наступления темноты. Активно летят на свет, особенно самцы. Обычно развивается в одном поколении, лёт бабочек с конца мая до начала июля, реже до конца июля или даже до начала августа; второе поколение неполное, бабочки изредка летают также в середине-конце августа.
Гусеница питается на орехе маньчжурском, реже отмечено питание на гикори (Carya), Platycarya, Engelhardtia, Prunus serrulata, Salix, Alnus, Betula.